# Every Face Tells a Story
"Every Face Tells a Story" är en sång skriven av Peter Sills, Don Black och Michael Allison och inspelad av den australiensiske pop- och countrysångerskan Olivia Newton-John, utgiven på hennes album Don't Stop Believin' från 1976.

## Listplaceringar
Sången släpptes på singel 1976 och kom på 55:e plats på Billboard Hot 100, 21:a plats på Hot Country Songs och på 6:e plats på Hot Adult Contemporary Tracks.
| Lista (1976–1977)                                   | Topplacering |
| --------------------------------------------------- | ------------ |
| Amerikanska Billboard Hot Country Singles           | 21           |
| Amerikanska Billboard Hot Adult Contemporary Tracks | 6            |
| Amerikanska Billboard Hot 100                       | 55           |
| Kanadensiska RPM Country Tracks                     | 1            |
| Kanadensiska RPM Adult Contemporary Tracks          | 5            |
| Kanadensiska RPM Top Singles                        | 58           |

## Ursprungligen religiös melodi
Den ursprungliga låten skrevs av Michael Allison och Peter Sills för Cliff Richard, en vän till Olivia Newton-John. Richard släppte ett album vid namn Every Face Tells a Story. Musiken var den samma, men sångtexten var om Jesus och religiös. Popsångaren Cliff Richard är religiös, och har tillägnat flera spår på varje album till Gud. 
Det var Don Black som helt skrev om sångtexten, och ändrade låten från en andlig sång till ett icke-religiöst tema.

## Coverversioner
- Den svenska pop- och countrysångerskan Kikki Danielsson spelade in en cover på sången (icke-religiösa versionen) på sitt musikalbum "Kikki" 1982 [1].

Den här artikeln är helt eller delvis baserad på material från engelskspråkiga Wikipedia.